# Suture transversale antérieure
La suture transversale antérieure est la suture crânienne fœtale qui relie l'os frontal, et les os pariétaux et temporaux. Avec la suture longitudinale elles constituent la grande fontanelle.